# Verwaltungsgemeinschaft Stauden
Verwaltungsgemeinschaft Stauden – wspólnota administracyjna w Niemczech, w kraju związkowym Bawaria, w rejencji Szwabia, w regionie Augsburg, w powiecie Augsburg. Siedziba wspólnoty znajduje się w Langenneufnach. Powstała 1 maja 1978 i początkowo nazywała się wspólnota administracyjna Langenneufnach.
Wspólnota administracyjna zrzesza pięć gmin (Gemeinde):
- Langenneufnach, 1676 mieszkańców, 12,87 km²
- Mickhausen, 1371 mieszkańców, 15,48 km²
- Mittelneufnach, 1061 mieszkańców, 16,96 km²
- Scherstetten, 1004 mieszkańców, 15,69 km²
- Walkertshofen, 1158 mieszkańców, 12,68 km²